# Banu Nadir

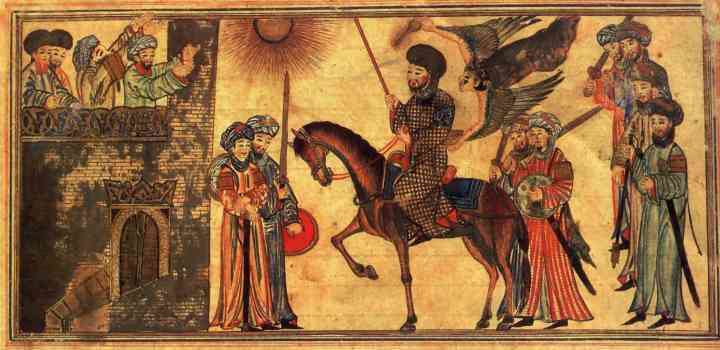
Mahoma (montando a caballo) recibe la sumisión de los Banu Nadir, una tribu judía a la que derrotó en Medina. Del Jami'al-Tawarikh, fechado en 1314-1315. En la Colección de Arte Islámico Nasser D. Khalili de la Fundación Nour, Londres.

Los Banu Nadir (en árabe: بنو النضير‎) fueron una de las tres principales tribus judías que vivían en Medina en el siglo séptimo. En 625 d. C., fueron expulsados por el profeta islámico Mahoma.

## El asesinato de Kab Ibn al-Ashraf
En 624 d. C., Mahoma ordenó el asesinato de Kab ibn al-Ashraf, uno de los jefes de los Banu Nadir. Ka'b era un poeta que había escrito cierto número de poemas considerados ofensivos por los musulmanes. Él había lamentado la ejecución de prisioneros tras la batalla de Badr, diciendo: "... si Mahoma realmente ha matado a esa gente, entonces sería mejor ser enterrado en la tierra que caminar sobre ella." Mahoma dijo que Ka'b estaba en contacto con los enemigos Quraysh de La Meca y pidió a sus seguidores que le asesinen. Mahoma ibn Maslamah y otros cuatro musulmanes fueron hasta la fortaleza de Ka’b y le engañaron haciéndole creer que habían decidido volverse en contra de Mahoma, una vez que Ka'b salió de su fortaleza para unirse a ellos lo mataron.

## La expulsión de Medina
En 625 d. C., Mahoma una vez más atacó a los Banu nadir. Esta vez afirmó que el Ángel Gabriel le había informado que la tribu de Banu Nadir estaban tramando su asesinato. Debemos recordar que Mahoma ya había matado a su jefe Kab ibn al-Ashraf, entonces es bien posible que estuviesen tramando venganza. Él dio a los Banu Nadir un ultimátum: debían abandonar Medina dentro de 10 días o serían decapitados. Los Banu Nadir se negaron a irse y se atrincheraron en su fortaleza. Mahoma ordenó sitiarlos y destruyó su cultivos. Después de unos días atrincherados los Banu Nadir se rindieron y accedieron a salir de Medina. Mahoma se apoderó de sus armas, terrenos, casas y riquezas y los repartió entre sus seguidores.